# Rik Luyten
Henri "Rik" Luyten (Beverlo, Beringen, 31 de julio de 1931 - Kwaadmechelen, Anzuelo, 7 de abril de 1969) fue un ciclista belga que fue profesional entre 1955 y 1967. De su #palmarés destaca dos etapas a la Vuelta en España.

## #Palmarés
1954
- 1.º en la Vuelta a Limburg amateur y vencedor de una etapa

1955
- 1.º en la Flecha de Haspengouw

1958
- Vencedor de 2 etapas en la Vuelta a España

1961
- 1.º en la Acht van Chaam
- Vencedor de una etapa al Tour del Oise

1962
- 1.º en el Gran Premio del 1r de mayo
- Vencedor de una etapa a la Vuelta a Bélgica

1963
- 1.º en la Flecha de Haspengouw

### Resultados a la Vuelta a España
- 1958. 9.º de la clasificación general. Vencedor de 2 etapas

### Resultados al Tour de Francia
- 1958. 52.º de la clasificación general